# Parc de la filature
Le parc de la filature (finnois : Verkatehtaanpuisto) est un parc du quartier de Kyttälä à  Tampere en Finlande,,.

## Présentation

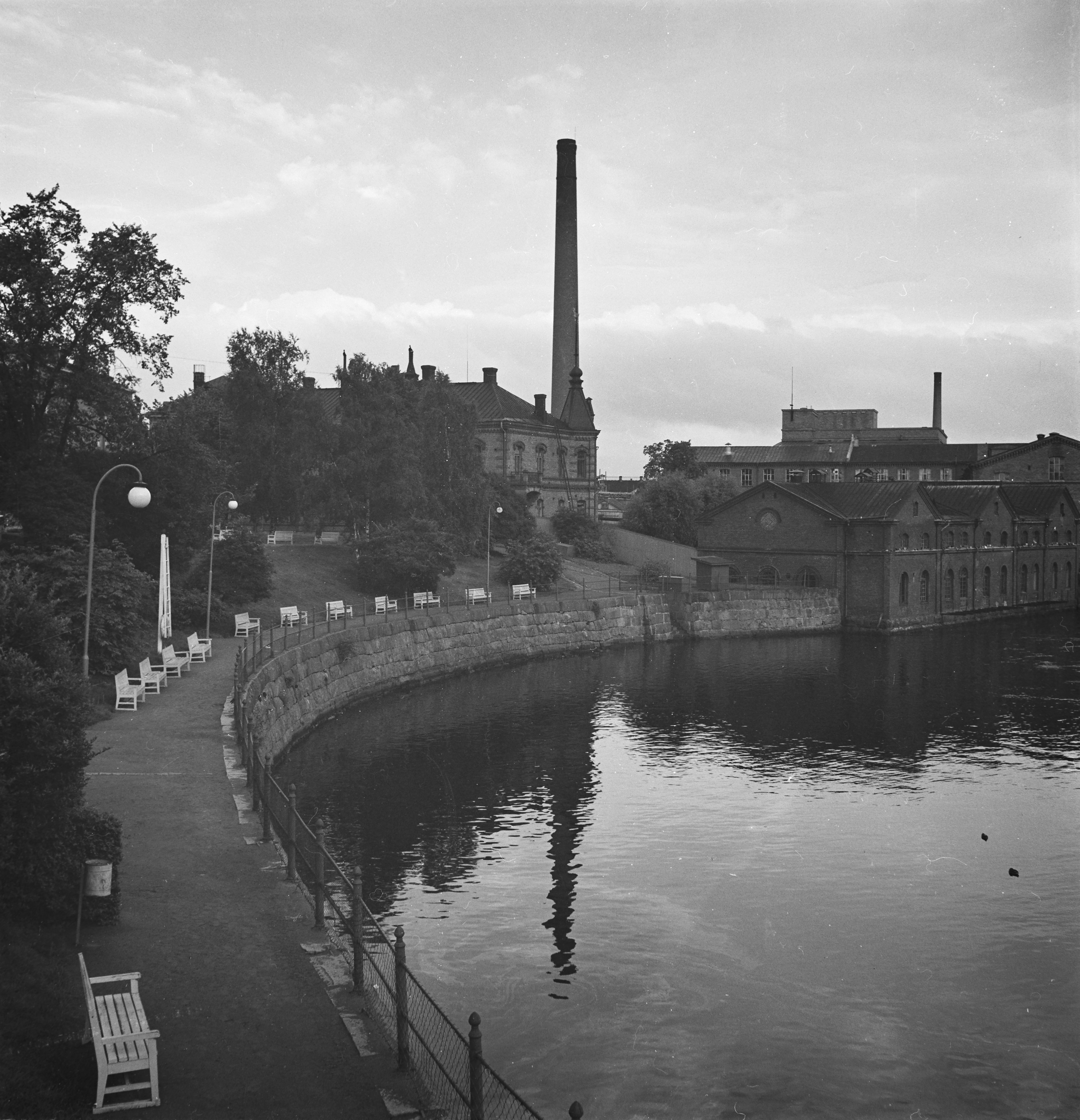
Le parc et la filature en 1953.

Le nom du parc de la filature fait référence a la filature de Tampere, qui se trouvait sur le site du Koskikeskus et de l'hôtel Ilves. 
Aujourd'hui, seuls un bureau et une usine de teinture subsistent des anciens bâtiments de l'usine. Le reste du parc immobilier a été démoli dans les années 1970 et 1980,,.
Le parc fait partie du paysage national de Tammerkoski que la direction des musées de Finlande a classé comme un site culturel construit d'intérêt national.
Le parc abrite la statue en bronze Le berger sculptée par Yrjö Liipola en 1947.
La sculpture a d'abord été placée dans la partie centrale du Koskipuisto, d'où elle a été déplacée vers son emplacement actuel en 1965.